# 13th Floor Elevators
The 13th Floor Elevators — американская рок-группа, основанная в Остине (штат Техас) гитаристом и вокалистом Роки Эриксоном, гитаристом Стэйси Сатэрлэндом и исполнителем на электор-джаге Томми Холлом. Группа существовала с 1965 по 1969 год, и выпустила за этот период 4 альбома и 7 синглов на лейбле International Artists.
Одна из первых групп психоделического направления рок-музыки. Команда не имела большого коммерческого успеха, хотя каждое их выступление проходило при переполненных залах. Манеры исполнения композиций, как музыкальная, так и вокальная, безусловно повлияли на звук многих исполнителей сан-францисской андеграундной сцены — в частности, на Jefferson Airplane как на группу и на Марти Балина как вокалиста. Первый альбом группы The Psychedelic Sounds of the 13th Floor Elevators входит в список Роберта Димери «1001 альбом, которые надо послушать, прежде чем умрёшь». Также The 13th Floor Elevators считаются одной из влиятельных протопанк-групп: их классическая песня «You’re Gonna Miss Me», представленная на первом сборнике «Nuggets», выпущенном в 1972 году и отмечавшем ряд синглов гаражного рока, была настоящим сокровищем для ранних панк-рокеров.

## История

### Начало
Основу группы, образованной в декабре 1965 года, составили участники остинского джаг-бэнда (в некоторых других источниках фолк-бэнда) The Lingsman гитарист Стэйси Сазерленд, бас-гитарист Бенни Терман, барабанщик Джон Айк Уолтон и «горшочник» Томми Холл. Именно последний стал её идеологом. Томми Холл учился на философско-психологическом отделении Университета Техаса в Остине и, помимо игры в группе на «джаге» (керамическом горшке для тушения мяса, использовавшемся как экзотический духовой музыкальный инструмент), был активным участником местной студенческой андеграундной жизни, носившей богемный характер. В этом кругу Холл открыл для себя мескалин, производимый из местного кактуса мескал (или «пейот») и «воспетый» Карлосом Кастанедой в его серии книг о мексиканском индейце Доне Хуане. Затем поиски более сильных впечатлений, связанных с «расширением сознания», привели его к ЛСД.
Подобные увлечения совпали по времени с кардинальными изменениями, происходившими в американской музыкальной культуре середины 1960-х годов. С одной стороны, «битломания» и «британское вторжение» коренным образом видоизменяли традиционную белую фолк-музыку и блюз, с другой стороны, всё больший вес приобретало творчество Боба Дилана. Вопрос «соответствия духу времени» был вопросом существования группы как таковой, поэтому Холл, рассудив, что в революционных преобразованиях ему могут помочь ЛСД, литература, философия и психология, предложил остальным видоизменить стиль группы и в первую очередь найти вокалиста. Вначале это место предлагалась хорошей знакомой Тома, студентке того же университета Дженис Джоплин. Однако по каким-то причинам будущая легендарная исполнительница белого блюза не вошла в состав группы, хотя Джоплин сохранила дружеские отношения со всеми участниками и первое время всё-таки принимала участие в их концертах. В частности, известно[откуда?], что именно с ними она попала в Сан-Франциско. В конце концов вокалистом стал недавний выпускник средней школы и автор собственных песен 18-летний Роки Эриксон (Роджер Эркинард), певший в остинской «гаражной» группе The Spades. Холл познакомился с Эриксоном на одном из концертов The Spades в местном клубе Jade Room и предложил вместе порепетировать. После успешного джема, устроенного в подвале дома Холлов, Эриксону было предложено войти в состав группы, на что тот согласился. Союз закрепили первым совместным ЛСД-трипом (приёмом ЛСД). И через несколько дней группа поменяла своё название на Elevators, которое предложил барабанщик Уолтон — видимо, находясь под впечатлением от совместного ЛСД-трипа. Название приглянулось и было принято в варианте жены Тома Холла Клементины 13th Floor Elevators («Лифты до 13 этажа»), поскольку в свете «модернизации» группы, предпринимавшейся Холлом, оно оказалось как нельзя более кстати и актуально. На бытовом уровне это была издёвка над национальным суеверным страхом перед 13 номером, который отсутствует во многих высотных домах и в принципе нечасто применяется в быту; на метафизическом уровне цифра 13 обозначала верхнюю ступень пирамиды на пути к просветлению, которую увенчивает «третий глаз» (или «всевидящее око»). В этом смысле название группы означало, что её участники ассоциируют себя с лифтами, поднимающими сознание своих слушателей до высот просветления — или, как образно говорил Эриксон, «места, где пирамида встречается с глазом».
В декабре 1965 года новоявленная группа отыграла свой первый концерт, после которого музыканты стали невероятно популярны в Остине, несмотря на то, что примерно в это же время начинали такие местные коллективы, как Shiva’s Headband и Conqueroo. Уже через месяц, в январе 1966 года, хьюстонский продюсер Гордон Байнем, до которого докатились слухи о группе, предложил ей записать сингл на своей звукозаписывающей фирме Contact Records. Здесь музыкантам несказанно повезло: Эриксон принёс вместе с собой в группу хит собственного сочинения «You’re gonna miss me», который исполняли в Остине (и даже выпустили синглом) ещё The Spades. Её и было решено повторно записать, предварительно слегка переработав в сторону ужесточения звука. Вторую сторону сингла заняла песня «Tried to hide» авторства Холла и Сазерленда. Сингл очень быстро стал популярен в Остине, а затем — и во всём Техасе.
В это же время Холл усовершенствовал свой джаг, прицепив к нему микрофон. Инструмент стал электрическим, привнеся в общее звучание группы, достаточно энергичное в гаражном стиле, потустороннее мистическое звучание. С тех пор звук этого горшочка стал фирменной визиткой группы. Тогда же Холл выдвинул, пожалуй, основное условие существования группы — ни один концерт, ни одна запись песни не должны были теперь обходиться без приёма ЛСД. Впоследствии это правило распространилось даже на быт музыкантов, что привело к настоящей трагедии.
Первым результатом «применения» этого правила стало рождение словосочетания «психоделический рок», авторство которого часто приписывают Роки Эриксону. Правда ли это, сказать сложно, но многие критики считают, что именно он ввёл в обиход этот оборот, поскольку летом того же года, когда группа в первый раз попала в Сан-Франциско, он уже вовсю его использовал. Именно с его лёгкой руки это название подхватили молодые группы Западного побережья для обозначения своей музыки.
Всю весну 1966 музыканты активно гастролировали по штату, выступали в клубах Остина и Хьюстона, приобретя много поклонников сочетанием энергичных выступлений и мистического имиджа. Их репертуар того времени состоял в основном из кавер-версий песен Боба Дилана, «Битлз», «Кинкс», Бо Диддли, Бадди Холли и Соломона Бёрка, но были и несколько песен собственного сочинения. Последних в репертуаре становилось всё больше. Песни писали практически все — Эриксон, Холл, Сазерленд, даже Клементина Холл, выступившая соавтором Эриксона в песне «Splash1». Пять песен для группы написал один из их общих друзей остинский студент-поэт Пауэлл Сент-Джон. Однако, кроме поклонников, группа обзавелась и неусыпным надзором местной полиции, под которым часто проходили её концерты — неприкрытая пропаганда ЛСД не нравилась техасским властям. Несколько раз музыкантов арестовывали, однако конфликты удавалось улаживать.
Летом с группой при посредничестве продюсера Лелана Роджерса, чей брат Кенни был известным кантри-певцом, подписала контракт крупная хьюстонская фирма грамзаписи International Artists и выпустила сингл «You’re Gonna Miss Me» в национальных масштабах. Песня стала быстро подниматься в американском хит-параде, достигнув в «Биллборде» 55-го (по некоторым данным 56) места и 50-го в Cash Box. Группа два раза выступила в популярной телепередаче Дика Кларка «Американская эстрада» и в нескольких телешоу в Далласе («Sumpin Else») и Хьюстоне («The Larry Kane Show»). Помимо этого, музыканты дали ряд концертов на западном побережье США, в том числе в лучших залах Сан-Франциско The Fillmore и The Avalon, и сняли два клипа, которые ротировались по национальному телевидению. Первые аккорды «You’re Gonna Miss Me», сыгранные в несколько иной тональности, стали началом песни Jefferson Airplane «Runnin' 'round the world». Сам же Сан-Франциско настолько понравился музыкантам своей раскованной атмосферой, что они задержались в нём дольше, чем планировали, и только требование фирмы вернуться для записи первого полноценного альбома, чтобы закрепить успех сингла, заставило группу покинуть этот город, оставив там Дженис Джоплин в качестве вокалистки иной группы — Big Brother & the Holding Company.

### На пике популярности
Первый альбом The Psychedelic Sounds of the 13th Floor Elevators был записан в августе 1966 года буквально за 8 часов, после чего группа вернулась в Сан-Франциско. Этот альбом примечателен во многих отношениях: во-первых, все его 11 песен были собственного сочинения — ни одной кавер-версии; во-вторых, его можно назвать одной из первых — ещё до «Сержанта Пеппера» и «Pet Sounds» — концептуальных работ в рок-музыке, породивших явление «альбомного мышления». От оформления обложки до расположения песен в альбоме — всё служило воплощению одной идеи. В музыкальном отношении альбом откровением не был — это был обычный гаражный рок, в котором чувствовалось влияние британских групп, с сильным мистическим налётом. Альбом поражал другим — энергией, новизной звучания, даже какой-то дерзостью, бесшабашностью и свежестью. Неудивительно, что по его выходе в ноябре того же года тиражом 40 тыс. экземпляров (некоторые источники[какие?] называют гораздо большую цифру — 140 тыс.) альбом мгновенно стал популярным. Изданный немного ранее сингл с песней «Reverberation (Doubt)» попал в ноябре 1966 года на 129-е место Billboard’s Bubbling Under Charts. Группа окончательно стала «своей» в Калифорнии. На постерах того периода имя The 13th Floor Elevators можно увидеть рядом с такими командами, как Quicksilver Messenger Service, The Great Society и The Byrds.
Однако в то же время внутри неё начались серьёзные конфликты. Многие музыканты не принимали идеи постоянных ЛСД-трипов и были не в восторге от того, что группа фактически была рупором Холла и ретранслятором его идей; ко всему прочему прибавилось недовольство менеджментом International Artists. В конце концов распри привели к уходу басиста и барабанщика. Их места заняли Ронни Лезерман и Дэнни Томас соответственно. В скором времени сменился и Лезерман, бас-гитаристом стал Дэн Галиндо. В этом составе летом 1967 года группа записала второй альбом — Easter Everywhere. По сравнению с первым он продавался хуже, было реализовано всего 10 тыс. экземпляров, поэтому International Artists не стала делать дополнительный тираж, хотя первоначально такие планы были. Позже второй альбом был признан «психоделическим шедевром». В частности, на нём была записана кавер-версия песни Боба Дилана «It’s All Over Now, Baby Blue», которую сам автор считал лучшей из всех каверов на эту композицию, записанных в середине 1960-х годов.

### Распад
Весной 1968 года группа снова засела в хьюстонской студии, записывая третий альбом под рабочим названием Beauty And The Beast в обновлённом составе — в группу вернулся басист Лезерман вместо Галиндо. Однако запись песен проходила крайне тяжело из-за обострившихся проблем с наркотиками и властями — это уже вовсю проявляла себя обратная сторона философии Тома Холла. Группа постоянно выбивалась из студийного графика работы. Ко всему прочему на музыкантов навалились проблемы лично с Роки Эриксоном. Вместе с ЛСД он принимал и другие наркотики, самыми безобидными из которых были мескалин, ДМТ, марихуана. Всё преследовало одну цель — «расширить сознание». Однажды это привело к тому, что на концерте Эриксон вместо слов песен стал нести всякую чушь, позабыв, где находится. Концерт пришлось прервать. Кроме этого, у него начались симптомы параноидной шизофрении: по свидетельству Клементины Холл, он начал «слышать голоса, приказывающие ему убить Джеки Кеннеди». Вскоре Эриксон увидел, что Клементина «здорово похожа на Джеки». Вдобавок ко всему однажды во время полицейского обыска у него дома было найдено такое количество наркотиков, которое по техасским законам тянуло на 20-летнее тюремное заключение. Музыканты поняли, что надо срочно что-то предпринимать.
В апреле The 13th Floor Elevators дали последний концерт, в это же время прекратилась работа в студии. Эриксона положили в психиатрическую больницу, где его лечили электрошоком. После выхода Эриксона из больницы в августе Холл забрал его в Сан-Франциско, где они и скрывались у друзей некоторое время. Так группа фактически перестала существовать.
Однако существует и другая версия этих событий, согласно которой симптомы шизофрении были искусно сымитированы Эриксоном по совету своего адвоката для того, чтобы избежать тюремного заключения. Косвенным доказательством для приверженцев этой версии служит достаточно успешная музыкальная карьера Эриксона в конце 1970-х — начале 1980-х годов: его сольные альбомы пользовались популярностью, некоторые песни даже стали саундтреками к фильмам ужасов.
Оставшись без группы, International Artists в лице продюсера Фреда Кэррола решила издать очередной альбом 13th Floor Elevators. Он был выпущен в августе того же года и включал в себя песни, записанные музыкантами преимущественно в 1966 году. Решено было назвать его просто Live, а для придания ему якобы концертного звучания Кэролл наложил на записи шум толпы и аплодисменты. На этом альбоме были представлены четыре кавер-версии, входившие в концертный репертуар группы, но никогда не издававшиеся на альбомах, две собственные песни музыкантов из их архива и пять их лучших песен прежних лет, записанные в другой версии.
Оставшиеся участники группы Сазерленд, Томас и Лезерман доработали записанный весной материал и в декабре 1968 года выпустили ещё один альбом под названием Bull of the Woods под вывеской 13th Floor Elevators. Он представлял собой достаточно традиционный к тому времени рок и не имел особого успеха. После официального распада группы остальные участники продолжили свою музыкальную карьеру в других коллективах. Несколько раз предпринимались попытки воссоединения группы, но в 1970-е годы отношения между Эриксоном и Холлом ухудшились, что уже обрекало подобные попытки на неудачи. Окончательную точку в истории поставила смерть Стейси Сазерленда, застреленного 24 августа 1978 года собственной женой. Считается, что убийство было совершено во время героиновой ломки бывшего гитариста.

### Судьба участников
Роки Эриксон в конце 1970-х годов собрал новую группу «Bleib Alien», позже переименованную в «Rocky Ericson and The Aliens» и начал сольную карьеру, выпустив на разных фирмах несколько песен: «Starry Eyes» /«Two Headed Dog» (1975), «Bermuda» / «The Interpreter» (1977), «Mine Mine Mind», «I Have Always Been Here Before» и «Click Your Fingers Applauding the Play» того же года. С 1980 года Эриксон выпускал сольные альбомы, некоторые из которых продюсировал бывший участник Creedence Clearwater Revival Стю Кук. Темы большинства песен Эриксона были навеяны его пребыванием в психбольнице и сюжетами фильмов ужасов и носили мистический, потусторонний характер. В 2000-х годах Кевином Макалестером (Keven McAlester) был снят документальный фильм о жизни Роки Ериксона.
Бенни Терман сменил бас-гитару на скрипку и был замечен в таких группах, как Plum Nellie and Mother Earth наряду с Пауэлл Сен-Джоном и в остинской группе Armadillo World Headquarters. Джон Айк Уолтон играл вместе с Ронни Лезерманом в группе Томми Холла Schedule.
Стэйси Сазерленд создал собственную группу Ice, в которой и играл до самой гибели в 1978 году. Считается, что блюзово-кислотное звучание его гитары и мастерское использование ревербератора и эхо-примочки повлияли на звук таких групп, как The Allman Brothers Band и ZZ Top. Могила Сазерленда находится в Center Point, штат Техас.
Дэнни Галиндо умер в 2001 году от осложнений, связанных с гепатитом C.
Пауэлл C. Джон, автор текстов к песням «Slide Machine», «You Don’t Know», «Monkey Island», «You Gotta Take That Girl», «Kingdom of Heaven» для 13th Floor Elevators и «Bye, Bye, Baby» для Big Brother And The Holding Company, освоил ритм-гитару и присоединился к группе Conqueroo, позже работал с Трэйси Нельсоном и американской группой Mother Earth как музыкант и автор песен. В 2006 году выпустил свой компакт-диск Right Track Now.

## Судьба творчества
В 1990 году вышел трибьют-альбом «Where the Pyramid Meets the Eye: A Tribute to Roky Erickson», в котором были представлены кавер-версии песен The 13th Floor Elevators и Роки Эриксона, сделанные 21 современной группой, включая R.E.M., ZZ Top, The Jesus & Mary Chain, и Primal Scream. В 2005 году на одной из сессий фестиваля South by Southwest (SXSW) музыка Elevators обсуждалась с Пауэлом C. Джоном, одним из поэтов-песенников группы. Музыка группы также продолжает жить благодаря группе Tommy Hall Schedule как трибьют-группы «Elevators» и младшего брата Эриксона Самнера Эриксона, исполняющего музыку Elevators с басистом Ронни Лезерманом. В сентябре 2005 года Роки Эриксон провёл в Остине фестиваль музыки The 13th Floor Elevators.

## Альбомы
- 1966 — The Psychedelic Sounds of the 13th Floor Elevators
- 1967 — Easter Everywhere
- 1968 — Live
- 1968 — Bull of the Woods